# Walter (entreprise)
Pour les articles homonymes, voir Walter.
Walter a.s. est une entreprise tchèque de construction de moteurs, particulièrement connue dans l'aéronautique pour ses turbopropulseurs. 

## Historique
Fondée en Bohème en 1911 par Josef Walter, cette entreprise fabrique à l'origine des motocyclettes et des tricycles à moteur. Entre 1913 et 1954 elle produira également des automobiles de sa conception puis des Fiat 508 Balilla, Fiat 514, Fiat 522 et Fiat 524 sous licence italienne. 
Au début des années 1920 débute la production sous licence de moteurs d'avions BMW puis, très rapidement, des productions originales font leur apparition. Le premier moteur d'avion entièrement conçu par Walter fut le NZ 60, un 5 cylindres en étoile monté en 1923 sur l'Avia BH-5. Durant les années 1930, Walter construit sous licence des moteurs Bristol Jupiter, Mercury et Pegasus, puis des moteurs 4 et 6 cylindres en ligne inversés de conception propre, et enfin en 1936 un 12 cylindres en V inversé. 
Durant la Seconde Guerre mondiale, l'entreprise produit des moteurs Argus. La construction de réacteurs BMW 003 était sur le point de débuter à la fin de la guerre. 
L'usine Walter ayant peu souffert de la guerre, elle est nationalisée en 1946, rebaptisée Motorlet n.e. et entreprend la construction sous licence de moteurs soviétiques à piston. En 1952 fut lancée la production du réacteur Klimov VK-1, dérivé du Rolls-Royce Nene britannique, monté sur le MiG-15. En 1964 la construction de moteurs à pistons fut transférée à Avia.
Walter cessera toute production d'automobiles en 1954.
En 1967, l'étude d'un petit turbopropulseur dédié aux avions d'affaires, aux avions agricoles et également aux avions militaires d'entraînement et de liaison, aboutit au type M601 qui équipera, entre autres, le Let L-410.
En 1995, Motorlet fut privatisée, redevenant Walter a.s., et en 2005 le département aéronautique a été rebaptisé Walter Engines a.s.. En juillet 2006 elle a été rachetée par le groupe d'investissement tchèque FF Invest et en mars 2007 Walter Engines a.s, le département moteur d'Avia et la société d'usinage de précision CPS ont fusionné.
GE Aviation a annoncé en septembre 2007 le rachat du capital de Walter Engines afin de pouvoir se repositionner sur le marché des turbopropulseurs de faible puissance. Achevée en juillet 2008, cette opération permet à GE Aviation de concurrencer Pratt & Whitney en proposant le turbopropulseur M601 comme alternative au PT6. L'objectif fixé est de porter la production du M601 de 120 à 1000 par an en 2012.

## Productions

### Automobiles Walter sous licenceFiat
| Modèle    | Année   | Moteur | Cylindrée (cm³) | Puissance | Empattement (mm) | Version Fiat     |
| --------- | ------- | ------ | --------------- | --------- | ---------------- | ---------------- |
| Bijou     | 1931    | 4 SV   | 1.438           | 32 Ch     | 2.555            | Fiat 514         |
| Junior    | 1932    | 4 SV   | 995             | 22 Ch     | 2.250            | Fiat 508 Balilla |
| Junior S  | 1933    | 4 SV   | 995             | 30 Ch     | 2.250            | Fiat 508 Balilla |
| Junior SS | 1933/34 | 4 OHV  | 995             | 35 Ch     | 2.250            | Fiat 508 Balilla |
| Prinz     | 1933    | 6 SV   | 2.491           | 60 Ch     | 2.775            | Fiat 522         |
| Lord      | 1933    | 6 SV   | 2.491           | 60 Ch     | 2.875            | Fiat 522C        |

## Principaux moteurs Walter
- Walter Atlas
- Walter Atom
- Walter Bora
- Walter Castor
- Walter Gemma
- Walter Junior
- Walter M208
- Walter M332
- Walter M337
- Walter M601
- Walter Major
- Walter Mars
- Walter Mikron
- Walter Minor
- Walter NZ 40
- Walter NZ 60
- Walter NZ 85
- Walter NZ 120
- Walter Pollux
- Walter Regulus
- Walter Sagitta
- Walter Scolar
- Walter Super Castor
- Walter Vega
- Walter Venus